# Мала Снігурівка
Мала́ Снігурі́вка — село в Україні, у Борсуківській сільській громаді Кременецького району Тернопільської області. До 2020 підпорядковувалось Снігурівській сільській раді. Розташоване на річці Свинорийка, на півдні району. Колишня назва - Оришківці, згодом - Ришківці.
Населення — 240 осіб (2025).

## Історія
12 червня 2020 року, відповідно до розпорядження Кабінету Міністрів України № 724-р «Про визначення адміністративних центрів та затвердження територій територіальних громад Тернопільської області» увійшло до складу Борсуківської сільської громади.
19 липня 2020 року, в результаті адміністративно-територіальної реформи та ліквідації Лановецького району, село увійшло до складу Кременецького району.

## Населення

### Мова
Розподіл населення за рідною мовою за даними перепису 2001 року:
| Мова       | Кількість | Відсоток |
| ---------- | --------- | -------- |
| українська | 285       | 100%     |

## Релігія
- церква святого великомученика Юрія Переможця (1990-ті, мурована).

## Соціальна сфера
Діє ФАП.

## Проживали
Борисе́вич Васи́ль Васи́льович (4 січня 1969, с. Діброва Збаразького району Тернопільської області — 20 січня 2015, поблизу смт Фрунзе Слов'яносербського району Луганської області) — український військовик, сержант 24-ї окремої механізованої бригади (Яворів). Кавалер ордена «За мужність» III ступеня (2015, посмертно), почесний громадянин Тернопільської області (2022, посмертно).

## Галерея

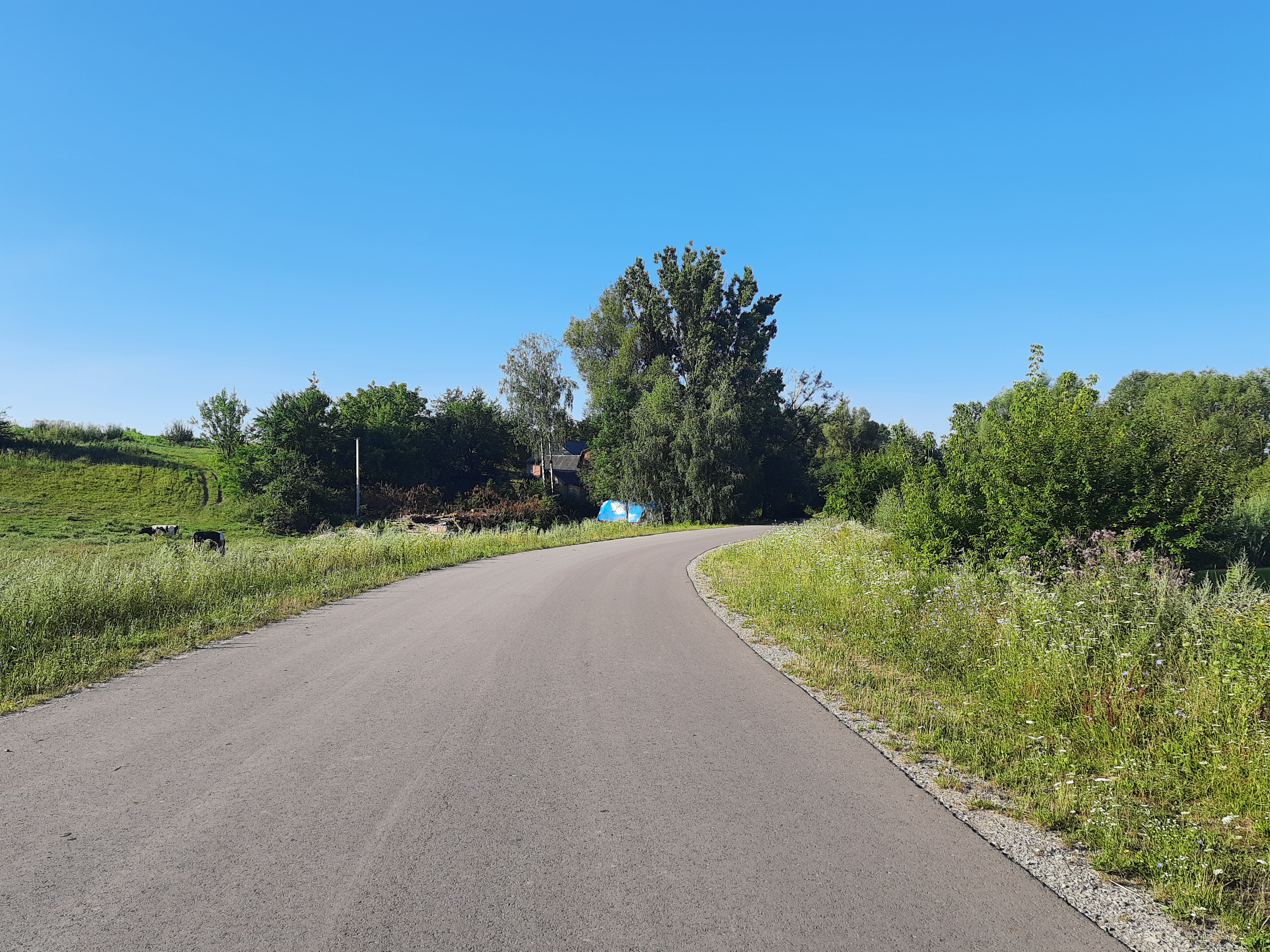
Дорога в село
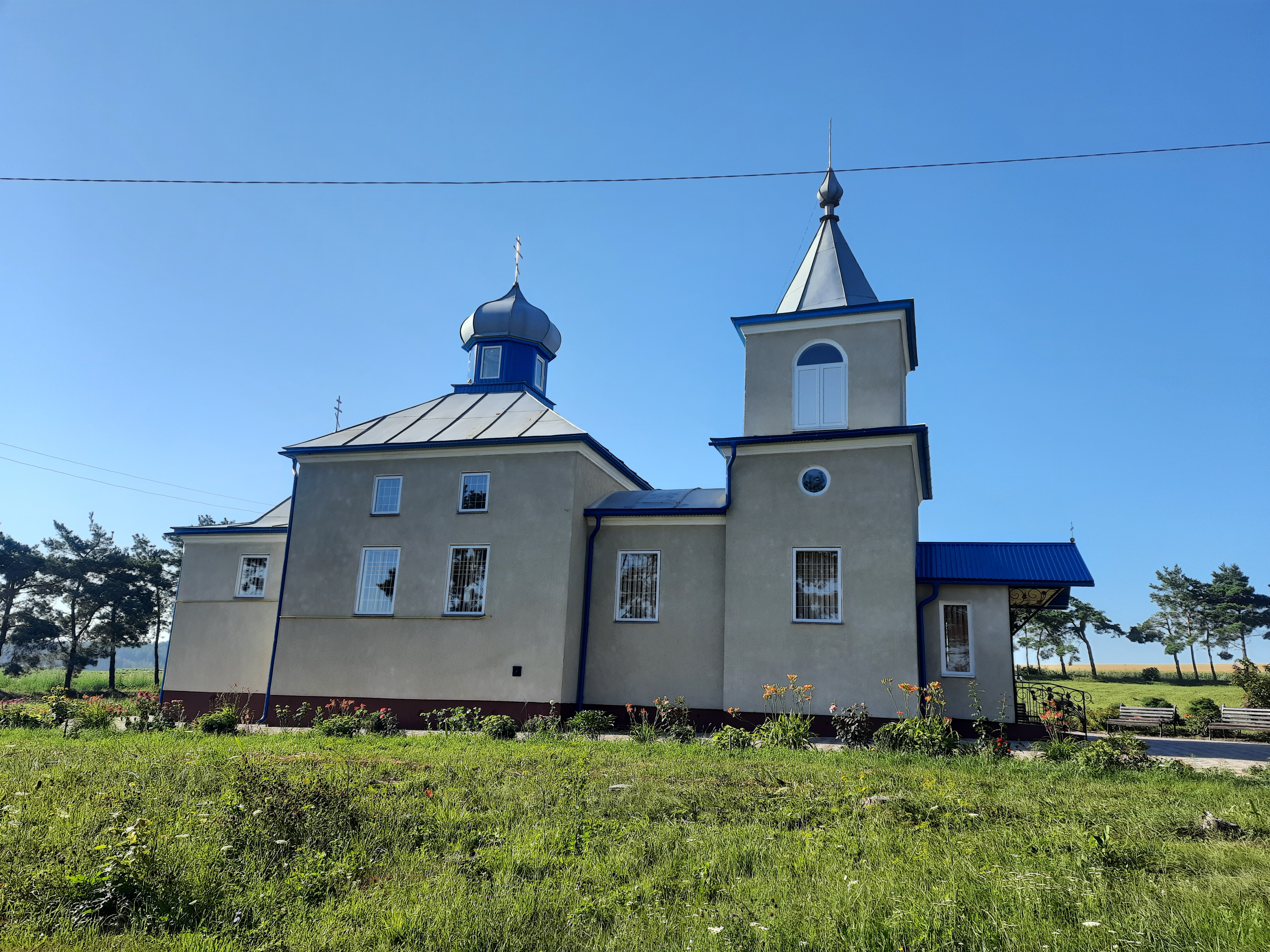
Церква Святого Великомученика Юрія Переможця
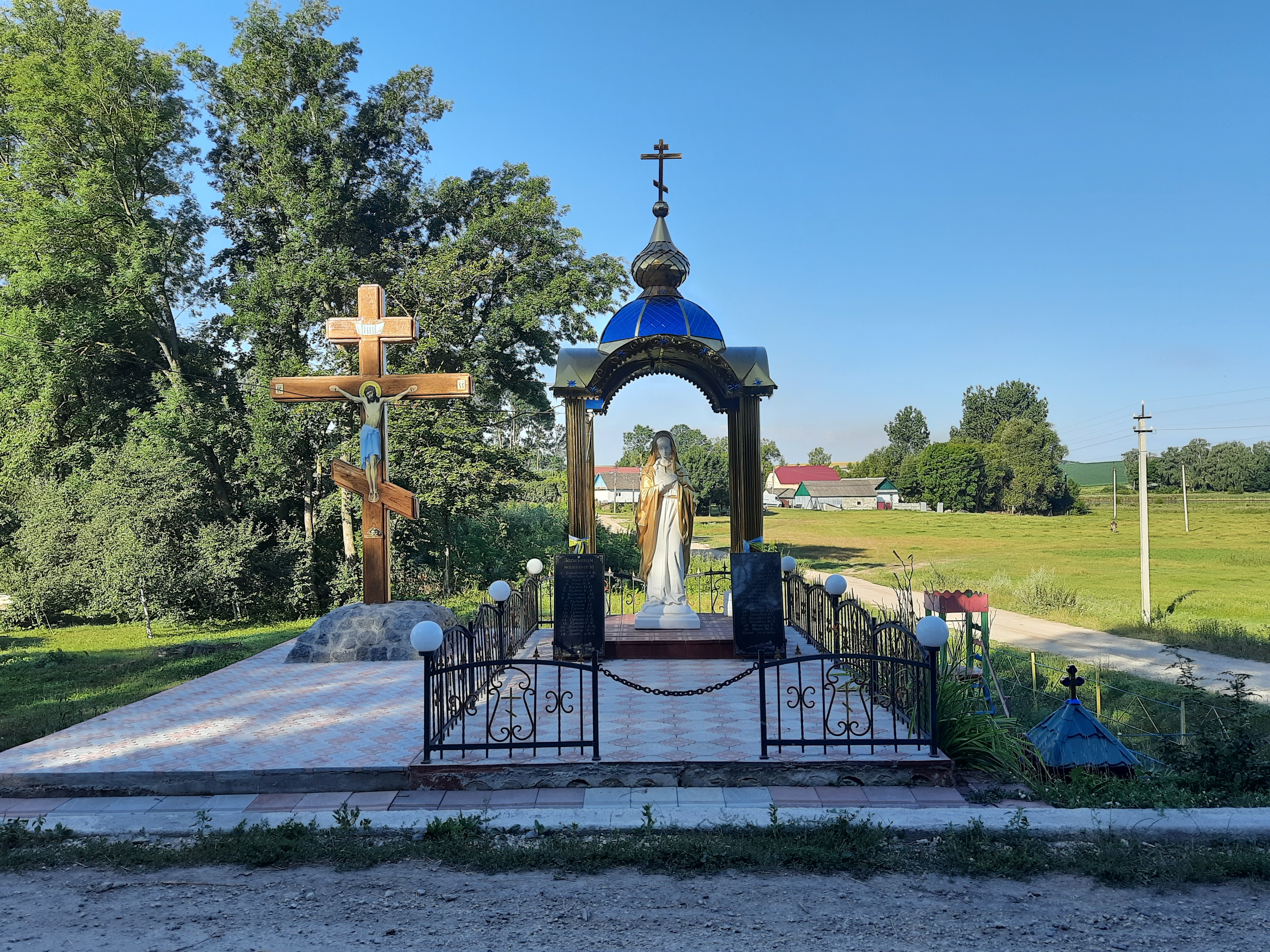
Статуя Божої Матері
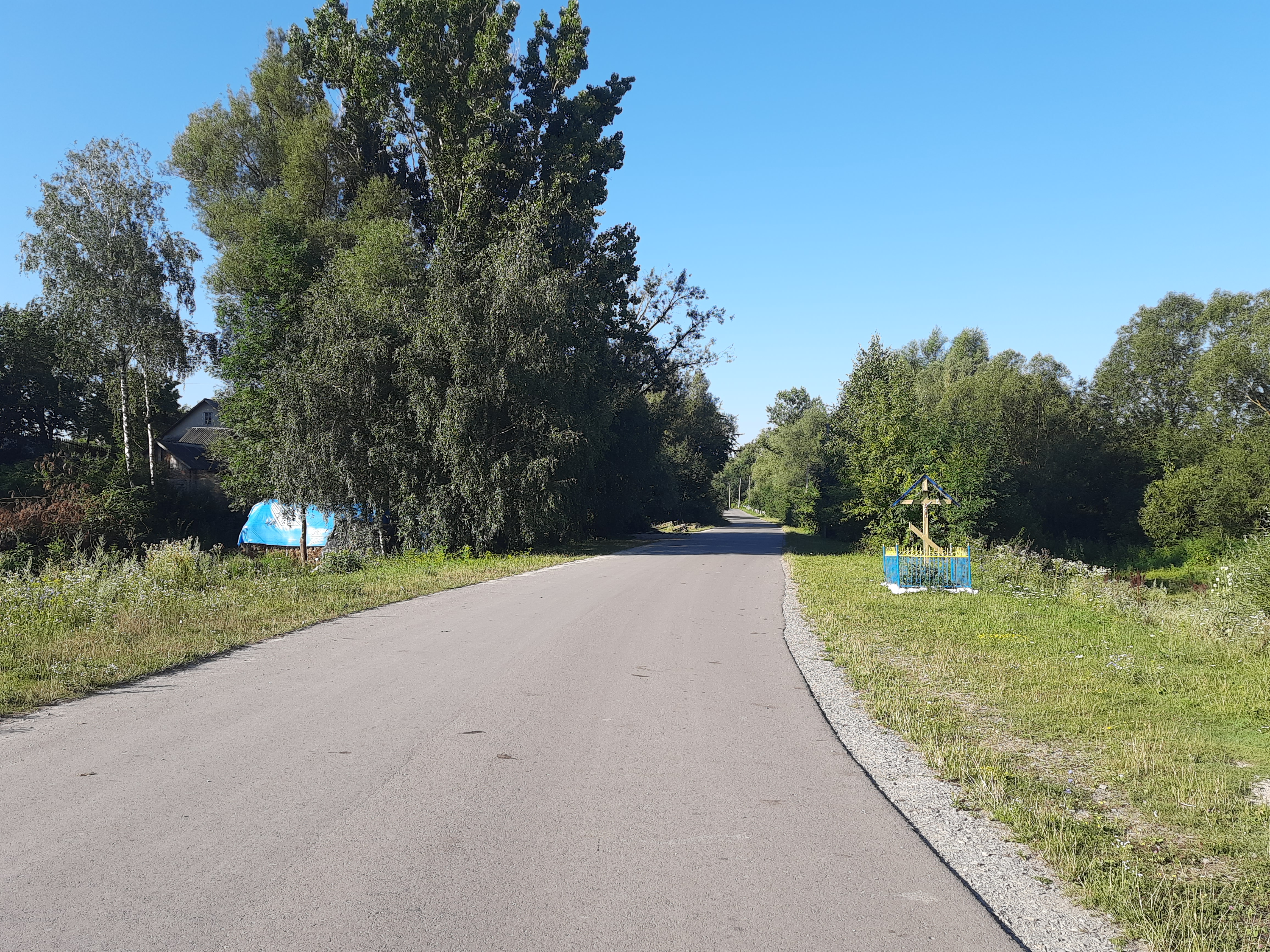
Околиця села
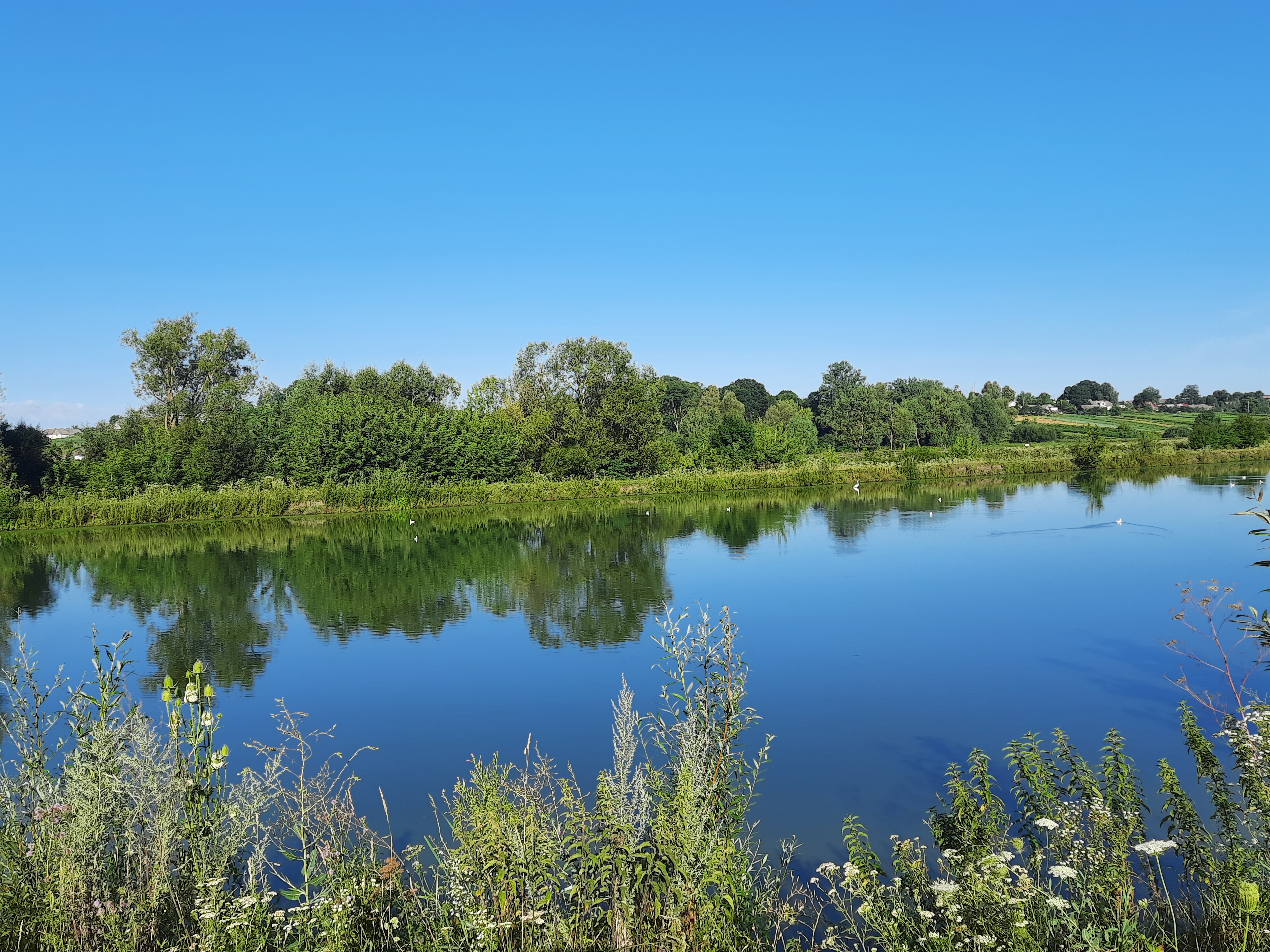
Став біля села